# Линдберг, Чарльз Август
Чарльз Август Линдберг (англ. Charles August Lindbergh; 20 января 1859 года — 24 мая 1924 года) — американский конгрессмен с 1907 по 1917 год. Известен своими выступлениями против вступления США в Первую мировую войну, а также против принятия Конгрессом Закона о Федеральном резерве. На выборах губернатора штата Миннесота в 1918 году при поддержке Беспартийной лиги фермеров бросил вызов коллеге по Республиканской партии Джозефу Бернквисту.
Автор книг «Lindbergh On the Federal Reserve (The Economic Pinch)», «Banking And Currency And The Money Trust» и «Why is Your Country at War and What Happens to You after the War and Related Subjects».
Отец авиатора Чарльза Линдберга — младшего.